# 林緑水
林 緑水（はやし りょくすい、1888年（明治21年）6月19日 ‐ 1912年（大正元年）12月16日）は、明治時代の日本画家。

## 来歴
鏑木清方の門人。本名は徳松。東京生まれ。銀座三丁目の東仲通りにあった高級な二子織を専門にする田村屋という呉服店主人の甥として生まれた。幼時からこの家の息子と一緒に育ち、16歳の時、木挽町時代の清方に入門し、風俗画を学んでいる。生来、芝居を好み、俳優の似顔絵を得意としており、『演藝画報』の誌上を飾った。
1906年（明治39年）開催の日本絵画会（日本美術院絵画展覧会）に「鳥追」を出品した。また、同年4月の第13回烏合会展に「つばき」を、10月の第14回烏合会展には「旦開野」という作品を出品したことが知られている。これ以降、翌1907年（明治40年）7月の第16回烏合会展に「つれづれ」、1908年（明治41年）10月の第18回烏合会展に「夕月」、1910年（明治43年）5月の第20回烏合会展に「みじか夜」を、同年10月開催の第21回烏合会展に「桐一葉の蜻蛉」を出品し続けている。その間、1908年に美術研精会第6回展に「弥生」「散ル桜」を出品したほか、同年4月開催の第8回巽画会展に「春の宵」（または「春の雨」か？）を出品、銅賞を受賞している。
以後、1909年（明治42年）6月の第9回巽画会展に「春の宿」、1911年（明治44年）2月の第11回巽画会展に「ふところ鏡」と出品を重ねており、この「ふところ鏡」は褒状一等を受賞している。時を同じく1911年2月に開催された三越呉服店懸賞広告画図案に応募、5等賞で当選を果たした。1910年から清方の紹介により、演藝畫報社に入社、安部豊に見入られ、『演藝画報』の芝居スケッチを専門に担当していた。早くから清方に期待されていたが、肺患により、1912年12月16日、死去。享年24。
緑水の没後、1915年（大正4年）に築地二丁目の京橋築地倶楽部において開催された第1回郷土会展に緑水作のスケッチ帖が展示された。都会育ちの芝居好きで、彼の店の扱う商品が着道楽、通な客の間で珍重されたためか、緑水の言動には江戸人に通じる潔癖さがその端々に表れていたといわれる。